# 東京ゴースト・トリップ
『東京ゴースト・トリップ』（とうきょうゴースト・トリップ）は、葉芝真己による日本の漫画作品。
2005年1月から2008年8月号まで『いち*ラキ』（冬水社）にて連載された。全7巻。2008年4月から6月にかけてTOKYO MX他でテレビドラマが放送されていた。

## あらすじ
節と宗和は300年以上続く「いたこ」一族の直系である。ギャンブル好きで乾家一の能力者である節と、超常現象嫌いで霊の存在すら信じていない宗和は突然の家長出奔で家業を継ぐことになる。2人のイケメンいたこを中心に霊絡みの物語を描いたオカルトコメディである。

## 登場人物
乾 節（いぬい せつ）
本作の主人公でイタコ一族の末裔。現役高校生。海や宗和たちとは兄弟のように育った。負けず嫌いでギャンブル好き。乾家一の能力者。面倒だと言いながらも結局、非情になれず最終的には世話を焼いている。肉が好き。口癖は「俺に呼べない霊はいねぇ」
ドラマでは主に霊魂召喚を担当。
乾 宗和（いぬい そうわ）
乾家本家の次男。現役高校生。イタコだが霊感がないため、超常現象を嫌い霊そのものを信じない。ケンカは強く、ダーツが得意。
ドラマでは憑依媒体を担当する。肉が好き。
乾 光明（いぬい こうみょう）
乾家本家の末っ子。14歳。アメリカで超能力修業中だったが節を守るために帰国する。遠隔透視能力（人間GPS）の持ち主。宗和と同じくケンカが強い。
乾 六（いぬい りゅう）
乾家の分家。冷静沈着。分家代表で乾家に監査役としてやってくるが、節の能力の高さに圧倒され引き抜こうと行動を共にしているが節達に振り回されている。
原作では眼鏡をかけておらず、ドラマでは海が眼鏡を掛けない設定になったため代わりに六が眼鏡キャラになっている。
北野 五鈴（きたの いすず）
節を気に入り居候を決め込んだ生霊。23歳。肉体と魂が離れており体は病院で治療を受けている。肉体が正常に戻るまで節達に保護されている。気弱な面もあるがやさしい性格。
乾 海（いぬい かい）
乾家の長男。エクソシストの卵。家長の出奔により節と宗和を指導し「乾屋」を開業。宣伝部長を買って出る。原作では眼鏡をかけているがドラマではかけていない。
普段は温厚で家事や接客なども担当するが、怒ると一番怖い。

## テレビドラマ
タイトルは「東京ゴーストトリップ」であるが、ロケ地には神奈川県横浜市のみなとみらい地域が使われた。全13話。

### キャスト
- 乾 節 ： 寿里
- 乾 宗和 ： 八神蓮
- 乾 光明 ： 小谷嘉一
- 乾 六 ： 滝口幸広
- 北野 五鈴 ： 馬場良馬
- 乾 海 ： 桐山漣
- 死神／乾 宵 ： 進藤学

#### 乾家をとりまく人々
- 日暮坂珠美 ： さとうやすえ
- マスター ： 富田昌則
- カフェの店員 : 坂本直弥・坂本和弥（ON/OFF）
- 借金取りの男 ： 北沢仁（ザ・ゴールデンゴールデン）
- レイカ ： Erina
- マミ ：関口春菜
- ミハル ： かの夏帆

#### ゲスト
- 第1話ゲスト
  - 久本 壱也 ： 三浦涼介
  - 森園神父 ： 綾田俊樹
- 第2話ゲスト
  - 北野五鈴の父 ： 小木茂光
- 第3話ゲスト
  - 辰二郎 ： 阿部進之介
- 第4話ゲスト
  - 桜川道之助 ： コン・テユ
  - 桜川ヨシコ ： 大島蓉子
- 第5話ゲスト
  - 諸田尊子 ： 内田春菊
  - 諸田みき ： 今泉野乃香
- 第6話ゲスト
  - 上沼史織 ： 国分佐智子
  - 溝口護 ： 高橋良輔
  - 東山秋景 ： 久保晶
- 第７話ゲスト
  - 東 哲司 ： 加藤虎ノ介
  - 橋本 舞 ： 小野真弓
- 第8話ゲスト
  - 監督 ： 小野寺昭
- 第9話ゲスト
  - このみ ： なすび
  - 神崎 研一郎 ： 弓削智久
- 第10話ゲスト
  - 乾 國定 ： 斉藤 歩
  - 平松 英司 ： 田中実
  - 平松 泉 ： 霧島れいか
- 第11話ゲスト
  - 高校生・秀人 ： 渋谷謙人

### スタッフ
- 監督 ： 會田望、市野龍一、清水俊文
- シリーズ構成 ： 高橋ナツコ
- 脚本 ： 高橋ナツコ、柿原優子、金杉弘子､武上純希､前川淳
- 音楽 ： 梅堀淳
- 撮影 ： 清久素延、菊池亘 (J.S.C)
- 照明 ： 井上幸男
- 美術 ： 平井淳郎
- 録音 ： 川田保
- アクションコーディネート ： ACファクトリー（富田昌則、新上博巳）
- VFX（視覚効果） ： 日本映像クリエイティブ（杉木信章、豊原康）
- 技術 ： 映広
- 衣装協力 ： カズプロジェクト
- ポスプロダクション ： ソニーPCL

### 主題歌
- オープニングテーマ
  - surface「情熱マイソウル」
- エンディングテーマ
  - little by little「Pray」

### ネット局・放送時間
| 放送対象地域 | 放送局      | 系列      | 放送期間               | 放送日時                 | 備考   |
| ------------ | ----------- | --------- | ---------------------- | ------------------------ | ------ |
| 神奈川県     | tvk         | 独立UHF局 | 2008年4月2日 - 6月25日 | 水曜 23時00分 - 23時30分 |        |
| 三重県       | 三重テレビ  | 独立UHF局 | 2008年4月3日 - 6月26日 | 木曜 25時35分 - 26時05分 |        |
| 兵庫県       | サンテレビ  | 独立UHF局 | 2008年4月4日 - 6月27日 | 金曜 25時40分 - 26時10分 |        |
| 福岡県       | RKB毎日放送 | TBS系列   | 2008年4月5日 - 6月28日 | 土曜 26時40分 - 27時10分 |        |
| 東京都       | TOKYO MX    | 独立UHF局 | 2008年4月6日 - 6月29日 | 日曜 23時30分 - 24時00分 | 幹事局 |
| 北海道       | 北海道放送  | TBS系列   | 2008年4月12日 - 7月5日 | 土曜 26時10分 - 26時40分 |        |

| TOKYO MX 日曜23:30枠 | TOKYO MX 日曜23:30枠   | TOKYO MX 日曜23:30枠                      |
| 前番組               | 番組名                 | 次番組                                    |
| -------------------- | ---------------------- | ----------------------------------------- |
| もっけ（アニメ枠）   | 東京ゴースト・トリップ | ここはグリーン・ウッド 〜青春男子寮日誌〜 |